# Edmundo Salinas
Edmundo Salinas Clavería (Santiago, 25 de enero de 1929 - República Democrática Alemana, 1977) fue un médico cirujano y político chileno del Partido Comunista. 

## Biografía
Nació en Santiago el 25 de enero de 1929. Hijo de Edmundo Salinas Bezares y Violeta Clavería Carvajal. Se casó con Elizabeth Doris Pacheco Condell y tuvieron dos hijos.
Realizó sus estudios primarios y secundarios en el Instituto Nacional. Luego de finalizar la etapa escolar ingresó a la Universidad de Chile donde se tituló de Médico Cirujano en 1955.
En el ámbito laboral, fue interno en el Hospital Militar entre 1951 y 1956; médico de los Ferrocarriles del Estado entre 1956 y 1961; médico del Servicio Nacional de Salud entre 1961 y 1968; médico psiquiatra del Hospital Militar entre 1960 y 1961; y neurocirujano en el Hospital Regional de Temuco entre 1961 y 1969.
Inició sus actividades políticas al integrarse al Partido Comunista de Chile.
En las elecciones municipales de 1967 fue elegido regidor por Temuco, ejerciendo como tal hasta 1969.
En las elecciones parlamentarias de 1969 fue elegido Diputado por la Vigesimoprimera Agrupación Departamental de "Temuco, Lautaro, Imperial, Pitrufquén y Villarrica", período 1969-1973. Integró la Comisión Permanente de Salud Pública; y la de Agricultura y Colonización.
Fue miembro del Instituto Chileno Soviético.
Tras el golpe de Estado de 1973 Salinas se exilió en la República Democrática Alemana, donde falleció en 1977.